# All The Money's Gone
«All the Money's Gone» es un sencillo de Babylon Zoo, y el primero de su segundo álbum King Kong Groover. Cuando se le preguntó sobre el título de la canción, Jas Mann negó que su dinero había desaparecido, indicando que habría sido una "locura" que hayan perdido todo lo que hicieron por "Spaceman".[cita requerida]

## Recepción
El Sunday Mercury indicó: "Mann está teniendo una crisis de identidad ... no puede decidir si es [David] Bowie, Marc Bolan o Gary Glitter, pero el glam-rock, este disco decepcionante no es". Ewan MacLeod del Sunday Mail disfrutó el video musical que acompaña al sencillo, pero sintió que "es una pena que la canción suene como un timo del grupo Glam de los setenta T-Rex".

## Lista de canciones
- CD Promo sencillo 1998 EMI (CDEMDJ 519)

1. «All the Money's Gone» (7" Mix) - 3.44

- CD sencillo 1 1998 EMI (CDEMS 519)

1. «All the Money's Gone» - 3.44
2. «Chrome Invader» - 5.03
3. «All the Money's Gone» (Wiseass Dawn Patrol Remix) - 6.53

- CD sencillo 2 1998 EMI (CDEM 519)

1. «All the Money's Gone» - 3.44
2. «All the Money's Gone» (Tin Tin Out Vocal Mix) - 8.35
3. «All the Money's Gone» (Space Raiders Mix) - 6.08

- Datos: Q2895475